# یواخیم ون دام
یواخیم ون دام (انگلیسی: Joachim Van Damme؛ زادهٔ ۲۳ ژوئیهٔ ۱۹۹۱ بازیکن فوتبال اهل بلژیک است.
از باشگاه‌هایی که در آن بازی کرده‌است می‌توان به باشگاه فوتبال استاندارد لیژ، باشگاه ورزشی بووران، و باشگاه فوتبال مشلان اشاره کرد.
وی همچنین در تیم ملی فوتبال زیر ۱۹ سال بلژیک بازی کرده‌است.